# Deividas Šemberas
Deividas Šemberas (2 de agosto de 1978, Vilna, RSS de Lituania, Unión Soviética) es un futbolista lituano que juega por FC Alania Vladikavkaz y selección de fútbol de Lituania.
Él es el educando del club Žalgiris de Vilna, jugaba por Žalgiris reservistas y equipo principal. Luego él jugaba por Dinamo Moscú (1998-2001, 88 partidos, 2 goles). Desde 2001 juega por CSKA, jugó 190 partidos (1 gol) en la liga de Rusia (277 partidos, 2 goles en total).

## Selección nacional
Ha sido internacional con la Selección de fútbol de Lituania, ha jugado 76 partidos internacionales.

## Clubes
| Club                  | País     | Año       |
| --------------------- | -------- | --------- |
| Atlantas Klaipeda     | Lituania | 1995-1996 |
| FK Žalgiris Vilnius   | Lituania | 1996-1998 |
| FC Dinamo Moscú       | Rusia    | 1998-2001 |
| PFC CSKA Moscú        | Rusia    | 2002-2012 |
| FC Alania Vladikavkaz | Rusia    | 2012-2013 |
| FK Žalgiris Vilnius   | Lituania | 2014-     |

## Palmarés
- Campeón de la Copa de la UEFA: 2004/05
- Campeón de la Liga Premier de Rusia: 2003, 2005, 2006
- Campeón de la Copa de Rusia: 2001/02, 2004/05, 2005/06, 2007/08, 2008/09
- Campeón de la Supercopa de Rusia: 2004, 2006, 2007, 2009